# Oberegg
Oberegg (toponimo tedesco) è un distretto svizzero di 1 906 abitanti del Canton Appenzello Interno.

## Geografia fisica
Oberegg non ha contiguità territoriale con il resto del cantone, del quale costituisce quindi un'exclave, e lo stesso territorio comunale è diviso in due parti non contigue (oberer Gang e unterer Gang), separate dal comune di Reute (Canton Appenzello Esterno).
Il passo di Sankt Anton collega Oberegg al Canton San Gallo.

## Storia
È stato istituito nel 1872 con la fusione delle rhode soppresse di Oberegg e Hirschberg.

## Monumenti e luoghi d'interesse
- Chiesa cattolica della Madonna della Neve, eretta nel 1655 e ricostruita nel 1870-1871[2].

## Società

### Evoluzione demografica
L'evoluzione demografica è riportata nella seguente tabella:
Abitanti censiti

## Amministrazione
Ogni famiglia originaria del luogo fa parte del cosiddetto comune patriziale e ha la responsabilità della manutenzione di ogni bene ricadente all'interno dei confini del comune.